# Йосип Чондрич
Йосип Чондрич (хорв. Josip Čondrić, нар. 27 серпня 1993, Загреб) — хорватський футболіст, воротар казахстанського клубу «Астана». Виступав також за низку хорватських і закордонних клубів. Володар Суперкубка Казахстану.

## Ігрова кар'єра
У професійному футболі Йосип Чондрич дебютував 2012 року виступами за команду ХАШК, в якій грав до 2013 року. У 2013 році Чондрич перейшов до клубу «Загреб», проте до основного складку не пробився, і в 2014 році перейшов до складу клубу «Трешневка». У 2014 році воротар повернувся до складу «Загреба», проте за короткий час його віддали в оренду до клубу «Бістра». У 2015 році Чондрич знову повернувся до «Загреба», і цього разу вже грав в основному складі команди.
У 2017 році Йосип Чондрич перейшов до складу клубу «Рудеш», а в 2018—2020 роках грав у складі команди «Істра 1961». З 2020 до 2021 року хорватський воротар виступав у російському клубі «Ротор».
У 2021 році футболіст перейшов до складу боснійського клубу «Зріньскі». З 2023 року хорватський воротар грає у складі казахського клубу «Астана». У складі команди Чондрич у 2023 році став володарем Суперкубка Казахстану.

## Титули і досягнення
- Володар Суперкубка Казахстану (1):

«Астана»: 2023